# Русенска търговско-индустриална камара
Русенската търговско-индустриална камара (РТИК) е обществена бизнес организация, и първата в България търговска камара.

## История
Учредена в Русе на 15 април 1890 г., вследствие на търговския и производствен подем в града след Освобождението. Възниква като частна търговска организация, без протекцията на централната държавна администрация, копирайки устройството на английските свободни камари, действащи по това време.
Вследствие на стопанското развитие на страната, както и нуждата от законодателно модернизиране на търговията и индустрията, през 1894 г. министърът на търговията и земеделието Иван Гешов внася в Народното събрание законопроект за създаването на Търговско-индустриалните камари (ТИК), приет на 19 – 20 декември същата година.
От 1895 г. Камарата в Русе носи наименованието „Русенска търговско-индустриална камара“. Районът на дейността ѝ обхваща почти цяла северна България от р. Тимок до Силистра, включвайки 30 околии. След създаването на Областна стопанска камара (ОСК) – Русе през есента на 1943 г. районът ѝ намалява, обхващайки само Русенска административна област.

### След 1990 г.
В началото на Прехода голяма част от Търговските камари в България започват да подновяват дейността си, основно в структурата на Българска търговско-промишлена палата. Русенска търговско-индустриална камара е официално стартира отново дейността си през септември 1990 г.
Към момента РТИК е една от основните организации, представляващи интересите на бизнеса в региона, а в членския ѝ състав влизат представители на големи, малки и средни производствени предприятия и фирми, както и организации, работещи в подкрепа на бизнеса.

### Настояще
Основните цели на РТИК са да представлява и защитава обединените интереси на членовете си пред местните органи на самоуправление, а посредством Българската търговско-промишлена палата – пред централните органи на държавната власт и управление, както и пред други местни и чужди международни организации, с които Камарата пряко или чрез Българската търговско-промишлена палата – София поддържа партньорски взаимоотношения. Фокусира се върху международното сътрудничество с партньори от и извън Европейския съюз.